# Андерсен, Мартин (футболист)
Ян Мартин Хоэль Андерсен (норв. Jan Martin Hoel Andersen; род. 4 декабря 1995, Халден, Эстфолл) — норвежский футболист, нападающий шведского «Эстера».

## Клубная карьера
Футболом начал заниматься в клубе «Тистедален», откуда перешёл в молодёжную команду «Сарпсборга». 5 мая 2013 года дебютировал за основной состав клуба в чемпионате Норвегии в гостевом поединке с «Хёугесунном», выйдя на поле на последних минутах встречи. Затем выступал за «Квик Халден», «Йерв», «Эйгарден» и «Конгсвингер». В декабре 2022 года вернулся в «Сарпсборг».
13 августа 2024 года стал игроком шведского «Эстера», заключив контракт, рассчитанный на полтора года. Впервые за новый клуб сыграл 17 августа в очередном туре Суперэттана против «Эргрюте».